# Eric Gordon
Pour les articles homonymes, voir Gordon.
Eric Ambrose Gordon Jr., né le 25 décembre 1988 à Indianapolis dans l'Indiana, est un joueur américano-bahaméen de basket-ball évoluant au poste d'arrière et mesurant 1,90 m.

## Biographie
Eric Gordon Jr. est le fils d'Eric Gordon Sr. et de Denise Gordon, née à Nassau aux Bahamas.

### Carrière universitaire
Il termine son unique saison universitaire (2007-2008) à l'université de l'Indiana avec une moyenne de 20,9 points par match.

### Carrière professionnelle

#### Clippers de Los Angeles (2008-2011)
Choisi en 7e position de la Draft 2008 de la NBA par les Clippers de Los Angeles, il ne tarde pas à s'imposer comme l'arrière titulaire de l'équipe. Il est élu dans la NBA All-Rookie Second Team en 2009.

#### Hornets de La Nouvelle-Orléans (2011-2016)
En décembre 2011 Gordon est envoyé aux Hornets de La Nouvelle-Orléans avec Chris Kaman et Al-Farouq Aminu en échange du meneur All-Star Chris Paul.
Le 14 juillet 2012, il prolonge son contrat de quatre ans pour 58 millions de dollars avec les Hornets qui s'aligne sur une offre des Suns pour le garder dans l'effectif.

#### Rockets de Houston (2016-2023)
En juillet 2016, il s'engage chez les Rockets de Houston pour 53 millions de dollars sur 4 ans. Le 18 février 2017, il remporte le concours à trois points lors du NBA All-Star Game 2017.

#### Clippers de Los Angeles (2023)
En février 2023, dans un échange à plusieurs équipes, il est transféré aux Clippers de Los Angeles. Il est coupé le 28 juin 2023.

#### Suns de Phoenix (2023-2024)
Début juillet 2023, il signe avec les Suns de Phoenix.

#### 76ers de Philadelphie (depuis 2024)
Il signe à l'été 2024 avec les 76ers de Philadelphie.

## Palmarès

### NBA
- NBA All-Rookie Second Team en 2009.
- Vainqueur du Three-point Contest en 2017.
- NBA Sixth Man of the Year en 2017.

### Sélection nationale
- Médaillé d'or au Championnat du monde 2010 en Turquie.

## Statistiques

### Carrière universitaire
| Saison    | Équipe  | Matchs | Titul. | Min./m | % Tir | % 3pts | % LF | Rbds/m. | Pass/m. | Int/m. | Ctr/m. | Pts/m. |
| --------- | ------- | ------ | ------ | ------ | ----- | ------ | ---- | ------- | ------- | ------ | ------ | ------ |
| 2007-2008 | Indiana | 32     | 32     | 34,7   | 43,3  | 33,7   | 83,4 | 3,25    | 2,44    | 1,31   | 0,62   | 20,91  |

### Carrière professionnelle

#### Saison régulière
Légende :
| Sixième homme de l'année |

gras = ses meilleures performances
| Saison    | Équipe           | Matchs | Titul. | Min./m | % Tir | % 3pts | % LF | Rbds/m. | Pass/m. | Int/m. | Ctr/m. | Pts/m. |
| --------- | ---------------- | ------ | ------ | ------ | ----- | ------ | ---- | ------- | ------- | ------ | ------ | ------ |
| 2008-2009 | L.A. Clippers    | 78     | 65     | 34,3   | 45,6  | 38,9   | 85,4 | 2,58    | 2,76    | 1,00   | 0,45   | 16,05  |
| 2009-2010 | L.A. Clippers    | 62     | 60     | 36,0   | 44,9  | 37,1   | 74,2 | 2,58    | 3,00    | 1,11   | 0,23   | 16,85  |
| 2010-2011 | L.A. Clippers    | 56     | 56     | 37,7   | 45,0  | 36,4   | 82,5 | 2,93    | 4,36    | 1,27   | 0,32   | 22,27  |
| 2011-2012 | Nouvelle-Orléans | 9      | 9      | 34,5   | 45,0  | 25,0   | 75,4 | 2,78    | 3,44    | 1,44   | 0,44   | 20,56  |
| 2012-2013 | Nouvelle-Orléans | 42     | 40     | 30,1   | 40,2  | 32,4   | 84,2 | 1,83    | 3,26    | 1,07   | 0,19   | 16,98  |
| 2013-2014 | Nouvelle-Orléans | 64     | 64     | 32,1   | 43,6  | 39,1   | 78,5 | 2,58    | 3,25    | 1,16   | 0,19   | 15,44  |
| 2014-2015 | Nouvelle-Orléans | 61     | 60     | 33,1   | 41,1  | 44,8   | 80,5 | 2,61    | 3,75    | 0,82   | 0,23   | 13,41  |
| 2015-2016 | Nouvelle-Orléans | 45     | 44     | 32,9   | 41,8  | 38,4   | 88,8 | 2,20    | 2,69    | 0,96   | 0,31   | 15,24  |
| 2016-2017 | Houston          | 75     | 15     | 31,0   | 40,6  | 37,2   | 84,0 | 2,71    | 2,49    | 0,64   | 0,51   | 16,23  |
| 2017-2018 | Houston          | 69     | 30     | 31,2   | 42,8  | 35,9   | 80,9 | 2,46    | 2,23    | 0,64   | 0,39   | 18,01  |
| 2018-2019 | Houston          | 68     | 53     | 31,7   | 40,9  | 36,0   | 78,3 | 2,18    | 1,90    | 0,60   | 0,40   | 16,22  |
| 2019-2020 | Houston          | 36     | 15     | 28,2   | 36,9  | 31,7   | 76,6 | 1,97    | 1,50    | 0,64   | 0,36   | 14,44  |
| 2020-2021 | Houston          | 27     | 13     | 29,2   | 43,3  | 32,9   | 82,5 | 2,15    | 2,63    | 0,52   | 0,48   | 17,81  |
| 2021-2022 | Houston          | 57     | 46     | 29,3   | 47,5  | 41,2   | 77,8 | 1,98    | 2,70    | 0,49   | 0,32   | 13,42  |
| 2022-2023 | Houston          | 47     | 47     | 30,2   | 43,9  | 34,7   | 81,5 | 2,10    | 2,90    | 0,60   | 0,40   | 13,10  |
| 2022-2023 | L.A. Clippers    | 22     | 11     | 24,9   | 46,3  | 42,3   | 84,2 | 1,70    | 2,10    | 0,60   | 0,40   | 11,00  |
| 2023-2024 | Phoenix          | 68     | 24     | 27,8   | 44,3  | 37,8   | 79,7 | 1,80    | 2,00    | 1,00   | 0,40   | 11,00  |
| 2024-2025 | Philadelphie     | 39     | 13     | 19,7   | 42,6  | 40,9   | 75,0 | 1,20    | 1,70    | 0,70   | 0,30   | 6,80   |
| Carrière  | Carrière         | 925    | 665    | 31,2   | 43,0  | 37,2   | 81,0 | 2,30    | 2,70    | 0,80   | 0,40   | 15,30  |

Dernière mise à jour le 15 juillet 2025.

#### Playoffs
| Saison   | Équipe           | Matchs | Titul. | Min./m | % Tir | % 3pts | % LF | Rbds/m. | Pass/m. | Int/m. | Ctr/m. | Pts/m. |
| -------- | ---------------- | ------ | ------ | ------ | ----- | ------ | ---- | ------- | ------- | ------ | ------ | ------ |
| 2015     | Nouvelle-Orléans | 4      | 4      | 35,8   | 44,4  | 40,6   | 83,3 | 2,25    | 3,75    | 0,50   | 0,50   | 18,50  |
| 2017     | Houston          | 11     | 2      | 32,6   | 42,1  | 38,6   | 72,2 | 3,91    | 2,00    | 0,73   | 0,55   | 12,91  |
| 2018     | Houston          | 17     | 2      | 32,3   | 38,0  | 33,1   | 83,6 | 2,65    | 1,65    | 0,59   | 0,47   | 15,41  |
| 2019     | Houston          | 11     | 11     | 37,2   | 44,7  | 40,0   | 85,7 | 2,45    | 1,27    | 0,64   | 1,00   | 17,82  |
| 2020     | Houston          | 12     | 12     | 34,1   | 40,9  | 32,2   | 87,5 | 2,67    | 3,00    | 0,83   | 0,58   | 17,33  |
| 2023     | L.A. Clippers    | 5      | 5      | 29,8   | 40,9  | 34,5   | 83,3 | 1,40    | 2,60    | 0,60   | 0,40   | 10,20  |
| 2024     | Phoenix          | 4      | 0      | 29,5   | 32,1  | 41,2   | 87,5 | 1,80    | 1,30    | 1,30   | 0,50   | 8,00   |
| Carrière | Carrière         | 64     | 36     | 33,4   | 41,0  | 36,1   | 83,8 | 2,70    | 2,10    | 0,70   | 0,60   | 15,10  |

Dernière mise à jour le 1er juillet 2024.

## Records sur une rencontre en NBA
Les records personnels d'Eric Gordon en NBA sont les suivants, :
| Type de statistique        | Saison régulière | Saison régulière        | Saison régulière  | Playoffs | Playoffs                  | Playoffs      |
| Type de statistique        | Record           | Adversaire              | Date              | Record   | Adversaire                | Date          |
| -------------------------- | ---------------- | ----------------------- | ----------------- | -------- | ------------------------- | ------------- |
| Points                     | 50               | @ Jazz de l'Utah        | 27 janvier 2020   | 30       | Warriors de Golden State  | 4 mai 2019    |
| Paniers marqués            | 14               | 2 fois                  | 2 fois            | 12       | Warriors de Golden State  | 25 avril 2015 |
| Paniers tentés             | 26               | 2 fois                  | 2 fois            | 24       | @ Thunder d'Oklahoma City | 22 août 2020  |
| Paniers à 3 points réussis | 8                | 5 fois                  | 5 fois            | 7        | Warriors de Golden State  | 4 mai 2019    |
| Paniers à 3 points tentés  | 17               | Bucks de Milwaukee      | 18 janvier 2017   | 14       | Warriors de Golden State  | 4 mai 2019    |
| Lancers francs réussis     | 16               | 2 fois                  | 2 fois            | 9        | Warriors de Golden State  | 24 mai 2018   |
| Lancers francs tentés      | 20               | 2 fois                  | 2 fois            | 10       | Warriors de Golden State  | 24 mai 2018   |
| Rebonds offensifs          | 5                | @ 76ers de Philadelphie | 15 décembre 2010  | 3        | Thunder d'Oklahoma City   | 29 août 2020  |
| Rebonds défensifs          | 8                | 2 fois                  | 2 fois            | 6        | 2 fois                    | 2 fois        |
| Rebonds totaux             | 8                | 5 fois                  | 5 fois            | 8        | @ Thunder d'Oklahoma City | 23 avril 2017 |
| Passes décisives           | 11               | Spurs de San Antonio    | 1er novembre 2010 | 6        | 2 fois                    | 2 fois        |
| Interceptions              | 5                | 4 fois                  | 4 fois            | 2        | 8 fois                    | 8 fois        |
| Contres                    | 3                | 6 fois                  | 6 fois            | 3        | @ Thunder d'Oklahoma City | 22 août 2020  |
| Balles perdues             | 8                | @ Mavericks de Dallas   | 11 janvier 2014   | 5        | 5 fois                    | 5 fois        |
| Minutes jouées             | 53               | @ Jazz de l'Utah        | 6 novembre 2010   | 45       | Warriors de Golden State  | 4 mai 2019    |

- Double-double : 2
- Triple-double : 0

Dernière mise à jour : 2 août 2022

## Salaires

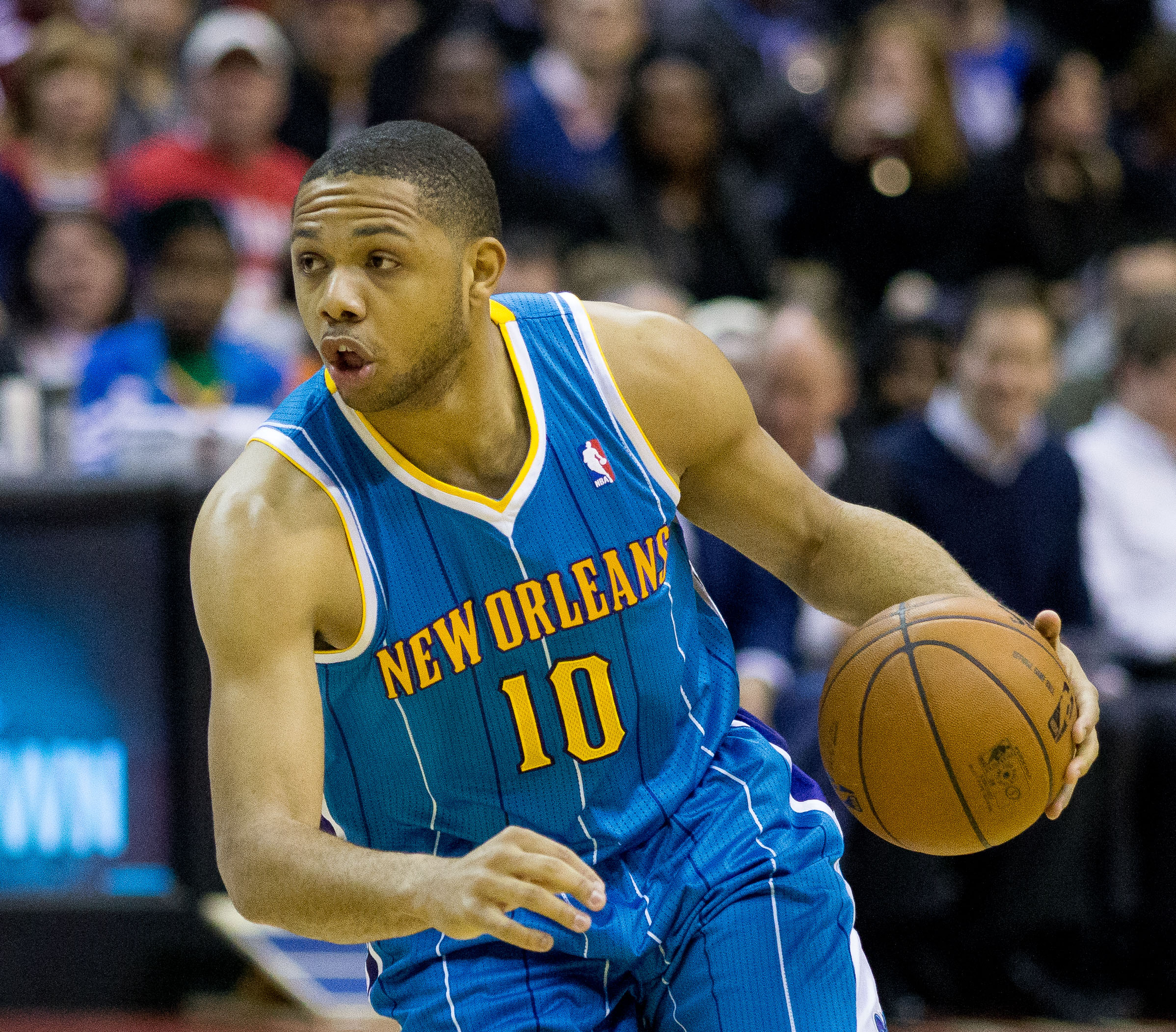
Eric Gordon en mars 2013.

Les gains d'Eric Gordon en NBA sont les suivants :
| Année       | Équipe                          | Salaire       |
| ----------- | ------------------------------- | ------------- |
| 2008-2009   | Clippers de Los Angeles         | 2 623 200 $   |
| 2009-2010   | Clippers de Los Angeles         | 2 819 880 $   |
| 2010-2011   | Clippers de Los Angeles         | 3 016 680 $   |
| 2011-2012   | Hornets de La Nouvelle-Orléans  | 3 831 184 $   |
| 2012-2013   | Hornets de La Nouvelle-Orléans  | 13 668 750 $  |
| 2013-2014   | Pelicans de La Nouvelle-Orléans | 14 283 844 $  |
| 2014-2015   | Pelicans de La Nouvelle-Orléans | 14 898 938 $  |
| 2015-2016   | Pelicans de La Nouvelle-Orléans | 15 514 031 $  |
| 2016-2017   | Rockets de Houston              | 12 385 364 $  |
| 2017-2018   | Rockets de Houston              | 12 943 020 $  |
| 2018-2019   | Rockets de Houston              | 13 500 375 $  |
| 2019-2020   | Rockets de Houston              | 14 057 730 $  |
| 2020-2021   | Rockets de Houston              | 16 869 276 $  |
| 2021-2022   | Rockets de Houston              | 18 218 818 $  |
| 2022-2023   | Clippers de Los Angeles         | 19 568 360 $  |
| Total Gains | Total Gains                     | 178 199 450 $ |
| 2023-2024   | Suns de Phoenix                 | 3 196 448 $   |
| 2024-2025   | Suns de Phoenix                 | 3 356 271 $   |

## Pour approfondir
- Liste des meilleurs marqueurs en NBA en carrière.
- Liste des meilleurs marqueurs à trois points en NBA en carrière.